# Nichlas Hardt
Nichlas Hardt (Copenaghen, 6 luglio 1988) è un ex hockeista su ghiaccio danese.

## Carriera

### Club
Ha esordito giovanissimo (stagione 2004-2005) nella seconda serie danese, con il Rødovre; l'anno successivo ha invece esordito nella massima serie con gli Herlev Hornets.
Non ancora ventenne si è trasferito ai finlandesi del Tappara Tampere per la seconda parte della stagione 2007-2008: è stato il primo giocatore danese a militare nel massimo campionato finlandese. Da allora e per quasi tutto il resto della carriera ha giocato per squadre svedesi e finlandesi: nella Liiga, oltre che col citato Tappara, ha militato con lo Jokerit; nella Mestis ha vestito la maglia del Kiekko-Vantaa; in SHL ha difeso i colori di Linköpings HC, Malmö Redhawks (con cui ha giocato anche in hockeyallsvenskan), Växjö Lakers e IK Oskarshamn.
Ha chiuso la carriera in patria giocando tra il 2020 e il 2022 con il Rungsted Seier Capital, con i quali ha vinto il titolo nella prima delle due stagioni. Il ritiro fu dovuto ad un infortunio patito durante i play-off 2022.

### Nazionale
Ha vestito a lungo la maglia della Danimarca, con cui ha preso parte a 10 edizioni dei mondiali top division: 2008, 2009, 2010, 2011, 2012, 2013, 2015, 2017, 2018 e 2021.